# Stéphane Porato
 (août 2010).
Si vous disposez d'ouvrages ou d'articles de référence ou si vous connaissez des sites web de qualité traitant du thème abordé ici, merci de compléter l'article en donnant les références utiles à sa vérifiabilité et en les liant à la section « Notes et références ».
Stéphane Porato, né le 12 septembre 1973 à Colombes, est un ancien footballeur français. Il évoluait au poste de gardien de but. 
Il a obtenu une sélection avec l’équipe de France en 1999, contre la Croatie.

## Biographie

### Les débuts
Stéphane Porato est formé au Racing 92. Il ne signe cependant pas son premier contrat pro avec son club formateur, celui-ci le trouvant « trop petit ». Le joueur se propose à plusieurs clubs de D1 et D2 avant d'obtenir un essai avec le SC Toulon, essai qui s'avère concluant et qui lui permet de signer son premier contrat professionnel à l’âge de 18 ans.
Après avoir effectué deux matchs de L1 avec son premier club professionnel, il quitte Toulon, relégué en D2, afin de rejoindre l'AS Monaco. Les débuts avec le club monégasque s'avèrent cependant difficiles puisqu'il se retrouve troisième gardien derrière Fabien Piveteau et Marc Delaroche. Les blessures des deux gardiens en place lui permettent de s'offrir du temps de jeu et de dépasser Marc Delaroche dans la hiérarchie afin d'obtenir un rôle de numéro 2 derrière Fabien Piveteau. Il est alors convoqué en équipe de France espoirs par Raymond Domenech. 
L'année suivante l'ASM décide de miser sur Fabien Barthez afin de pallier le départ de Fabien Piveteau, laissant à Stéphane le poste de numéro 2. Il profite cependant de la blessure du gardien international en 96 pour disputer 9 matchs et prouver qu'il a le talent nécessaire pour s'imposer en tant que titulaire dans un club de D1. Ses bonnes performances ne suffisent toutefois pas à lui faire gagner plus de temps de jeu sur le Rocher et, après avoir remporté le championnat de France 1997 en tant que gardien remplaçant derrière l'inamovible Fabien Barthez, il décide de quitter Monaco à l'issue de la saison1997-1998.

### 1998-2000: Marseille
Après n’avoir finalement disputé que quinze matchs de Division 1 en cinq saisons, il signe lors du mercato d'été 1998 à  Marseille. Malgré des débuts compliqués (il encaisse quatre buts contre Montpellier pour son premier match au Vélodrome dans un match gagné 5-4), l’entraîneur Rolland Courbis lui confie le but phocéen au détriment d’Andreas Köpke, célèbre gardien de but de la Mannschaft, qui partira au mercato hivernal. 
Marseille atteint alors la finale de la Coupe UEFA (défaite 3-0 contre Parme) et termine deuxième du championnat, un point derrière les Girondins de Bordeaux avec la meilleure défense. En novembre 1999, il connait sa première et unique sélection en Bleu contre la Croatie (victoire 3-0).
En février 2000, alors que les résultats du club sont médiocres, il est exclu et suspendu trois matchs pour avoir insulté l’arbitre. Le public marseillais lui devient alors hostile et, après que le club soit finalement sauvé, il choisit de quitter Marseille.

### 2000-2004: retour délicat à Monaco
Grâce à un transfert évalué à 35MF,, Stéphane décide alors de revenir à l’AS Monaco (alors champion en titre) sous les ordres de Claude Puel afin de rejouer la Ligue des champions et de conforter sa place chez les bleus. Mais la saison est une fois encore difficile : outre des blessures, les performances du club du Rocher ne sont pas là et l’aventure européenne se révèle catastrophique. 
La saison suivante (2001/2002), le club monégasque embauche Didier Deschamps, ancien joueur emblématique de l'équipe de France, tout juste retraité, qui effectue sa première saison en tant qu'entraîneur. Mais le nouveau coach engage Flavio Roma pour le poste de numéro 1, reléguant l'international français à la place du numéro 2. Profitant de la blessure de l'italien à la mi-saison, Stéphane Porato arrive néanmoins à faire quelques matchs en L1.
Toutefois, la saison suivante (2002/2003) est encore plus difficile : alors que le club opère enfin sa remontée au niveau national, le joueur subit une situation personnelle difficile  puisqu'il est relégué au rang de gardien numéro 3 (derrière Flavio Roma et Tony Sylva). Il accepte en octobre 2002 l'offre de l'US Créteil, et n'hésite pas à retourner en  Ligue 2 pour avoir un statut de titulaire. Le club est alors 3e du championnat et joue clairement la montée en ligue 1 grâce à des joueurs d'expériences comme Ramon Vega ou Marc Libbra. Mais une fois encore la saison est difficile puisqu'à la mi-saison les résultats se dégradent et le club se retrouve à jouer finalement le maintien et se sauve à la dernière journée.

### 2004-2006: retour au plus haut niveau
En conflit avec Didier Deschamps, il fait une saison blanche en 2003/2004 et finit par résilier son contrat à l'amiable en juillet 2004. Porato se relance en L1 avec L’AC Ajaccio sous les ordres de Courbis un mois plus tard. Il retrouve pour la première fois en 3 ans, un statut de numéro 1 dans l'élite française. Après une première saison satisfaisante où il participe au maintien du club ajaccien, sa deuxième saison est marquée par la relégation en L2 (en 2006). Il ne rempile pas dans l'antichambre, préférant tenter une expérience à l’étranger...

### 2006-2009: l'aventure espagnole
D’abord en Angleterre à Chelsea, où il tente de gagner une place de numéro 3 lorsque le club est à la recherche d'un nouveau gardien après les blessures de Petr Čech et Cudiccini. Finalement non retenu, puisque les Blues préfèrent rappeler le vétéran suédois Magnus Hedman, il part en L2 espagnole à Alavès, où il contribue à la remontée en Liga 1.
Destiné à ne pas continuer l'aventure, il s’en va dans le club andalou de Xerez où il s'impose comme numéro un durant la saison 2007/2008. En 2008/2009, il connaît pour la seconde fois les « joies » de la montée puisque Xerez accède pour la première fois à la Liga mais Porato perd son statut de numéro 1 dans les cages espagnoles.

### 2012-2013, reprise des gants
À l'été 2012, Porato retourne à l'AS Monaco pour jouer en équipe 3 (qui évolue en PHB) en compagnie de Jan Koller.
À la fin de la saison, Stéphane Porato est appelé en équipe de France de football de plage par le sélectionneur Stéphane François.

### 2013-: fin de carrière en tant que gardien
Stéphane Porato arrête sa carrière pour assister l'entraîneur de PHA, Grégory Campi. Il s'occupe également des gardiens amateurs de l'ASM (U9 jusqu'au Senior). À la mi-saison 2013/2014, il reprend l'équipe de U15 DH de l'AS MONACO FC qu'il maintient en Division Honneur.

## Palmarès
- Champion de France en 1997 avec l'AS Monaco
- Trophée des Champions en 1997 et 2000 avec l'AS Monaco
- Champion de la Liga Adelante en 2009 avec Xerez CD
- Finaliste de la Coupe UEFA en 1999 avec l'Olympique de Marseille
- Vice-Champion de France en 1999 avec l'Olympique de Marseille
- Finaliste de la Coupe de la Ligue en 2001 avec l'AS Monaco

## Statistiques

### Matchs internationaux
| # | Date             | Lieu                                 | Adversaire | Résultat | Compétition  | Notes      |
| - | ---------------- | ------------------------------------ | ---------- | -------- | ------------ | ---------- |
| 1 | 13 novembre 1999 | Stade de France, Saint-Denis, France | Croatie    | V 3 - 0  | Match amical | Titulaire. |

## Affaire judiciaire et vie privée
En avril 2012, Stéphane Porato a été reconnu coupable d'abandon de famille et condamné à deux mois de prison avec sursis et à 19 200 € de pension à payer à son ex-épouse, pour l'entretien et l'éducation de leur fille majeure.
Il a un fils, James, né en 2004, avec la comédienne Cachou (Anne-Charlotte Pontabry), dont il est aujourd'hui séparé.